# Calon Arang
Calon Arang è una leggendaria strega della mitologia indonesiana.

## Leggenda
A Giava nel villaggio di Girah durante il regno di Kahuripan (1009-1042), viveva Ratna Mangali, la bellissima figlia della vedova Calon Arangh nota per le sue pratiche di magia nera. La giovinetta era in età da marito, ma la gente era riluttante a prenderla in moglie a causa della madre, cosa che faceva molto arrabbiare la strega che soffriva per il dolore della figlia. Così una notte, Calong Arang ed i suoi demoni rapirono una giovane ragazza, la portarono in un santuario e la uccisero come offerta alla dea Durga. Poi ballarono tutta la notte, finché la dea apparve loro davanti, accettò l’offerta ed esaudì il desiderio della strega. Diversi giorni dopo, nel villaggio si verificò un terribile alluvione che uccise molti abitanti; i superstiti soffrirono di strane malattie e morirono in modo orribile. Nessuno venne risparmiato, c'erano cadaveri ovunque nel villaggio e nei villaggi vicini.
Il re Airlangga (990-1049), reggente di Kahuripan, come apprese la nefanda notizia mandò due dei suoi migliori ufficiali ad eliminare Calon Arang. Durante la notte i due si intrufolarono nell'abitazione della vedova mentre dormiva. Riuscirono a bloccarla per la testa, ma nell’atto di decapitarla, la strega si svegliò. Furiosa come non mai, iniziò a sputare fuoco dagli occhi, dalle orecchie e dalla bocca, bruciando uno degli ufficiali. Ma alla vedova tutto ciò non bastò, invocò la dea della morte una seconda volta e chiese ed ottenne la distruzione dell’intero regno di Kahuripan. La morte decimò una moltitudine di persone in tutto il regno.
Re Airlangga questa volta cambiò strategia. Venne convocato il sacerdote Mpu Baradah e si decise di cercar marito alla povera Ratna Mangali. Fu scelto un giovane di nome Bahula. Si tenne una festa di sette giorni e sette notti per le nozze dei due giovani, ripristinando la pace sulla terra. Ma Bahula, fedelissimo del re e miglior discepolo di Mpu Baradah, aveva una missione da compiere: trovare il libro magico che raccoglieva le stregonerie di Calon Arang. Infatti era noto che senza il libro magico, il potere della strega si sarebbe notevolmente ridotto e sarebbe stato possibile sconfiggerla. Dopo tanto cercare in casa della vedova, Bahula riuscì a lasciare il villaggio di Girah, la giovane moglie e consegnare il libro degli incantesimi al suo maestro.
Alla scoperta dell’inganno, Calon Arang impazzí di rabbia e decise di vendicarsi ancora uccidendo Mpu Baradah. Questi cercò di calmarla e le chiese di usare la magia per fare del bene ed aiutare gli altri, ma la strega si rifiutò. Non riuscendo a sputare fuoco ed impossibilitata ad invocare Durga senza il suo libro degli incantesimi, la strega fu facilmente abbattuta dal sacerdote indù, pedanda in lingua balinese.

## Interpretazione della leggenda
Calon Arang viene collegata a Mahendradatta, regina di Bali, principessa di Giava e madre del re Airlangga vissuta nel X secolo d.C. Nel tempo la sua raffigurazione di figura femminile malefica e spaventosa è andata scemando, cosa che va correlata all’analisi della poetessa Toeti Heraty che la caratterizza come vittima della demonizzazione all'interno di una società patriarcale, come critica di una cultura misogina e di discriminazione contro le donne.